# Těchobuz (zámek)
Zámek Těchobuz stojí v obci Těchobuz, v okrese Pelhřimov. Okolo prochází trasy NS Mozaika krajiny a NS Po pamětihodnostech Těchobuze. Od roku 1963 je chráněn jako kulturní památka.

## Historie
Obec Těchobuz je poprvé zmiňována k roku 1352 a je vysoce pravděpodobné, že již v té době stála na místě zámku tvrz. Prvním známým majitelem je Kuneš z Těchobuzi, purkrabí v Počátkách. V roce 1390 přešla do majetku Albera ze Stájic. Alber byl pánem celého kraje okolo Těchobuze, Pacova a Vožice a za sídlo si zvolil právě těchobuzskou tvrz. Kromě toho mu patřil mj. i hrad Šelmberk. Coby člen Jednoty panské byl nepřítelem krále Václava IV., proti němuž v roce 1399 vystoupil. V roce 1415 pak připojil svoji pečeť na stížnostní list proti upálení Mistra Jana Husa. Jak se Alber zachoval za husitských válek, není známo, nicméně vzhledem k poloze jeho majetků se dá usoudit, že se zřejmě přiklonil k Táboru. Během války byly jeho statky ušetřeny a ani sám Alber se, vzhledem ke svému stáří, bojů neúčastnil. Po získání hradu Šelmberk těchobuzskou tvrz opustil.
V následujících letech docházelo k častému střídání majitelů (nejvýznamnějším byl Václav Otta z Losu), takže tvrz postupně zchátrala. Její zbytky na počátku 16. století posloužily k výstavbě zámku, který prošel za baronky Marie Anny Rindsmailové v letech 1786–1798 barokní přestavbou. Od roku 1798 byl v majetku sklářské rodiny Hofmannů. V letech 1823–1848 zde u majitelů zámku pobýval profesor Bernardo Bolzano, v době, když nesměl působit na Karlově univerzitě. Právě zde sepsal i své nejvýznamnější dílo nazvané Wissenschaftslehre (Logika). Posledními majiteli byli Weissové z Tessebachu. Adolf Weiss z Tessebachu jej získal v rámci machinací před tzv. chabrusovými volbami, po jehož smrti jej v roce 1901 zdědil jeho syn.

## Historie velkostatku po roce 1945
Dr. Otto Weiss, spolumajitel velkostatku Pacov a Těchobuz, byl v květnu 1945 zabit na útěku z Pacova. Dne 24. června 1945 byla v obci Těchobuz ustavena rolnická komise, která měla rozdělit půdu velkostatku Těchobuz mezi drobné zemědělce. Jejím předsedou byl zvolen Václav Kohoutek čp. 40. Půda byla přidělována podle přednostního práva deputátníkům, zemědělským dělníkům pracujícím dosud na velkostatku a pak teprve ostatním uchazečům z řad bezzemků a menších rolníků. Okresní národní výbor v Pelhřimově (úřadovna Pacov) svolal v Těchobuzi na den 30. července 1945 schůzi, na které občanům obce objasnil postup při rozdělování konfiskovaného majetku Dr. Weisse v Těchobuzi.
Dne 9. srpna 1945 byl odvážen nábytek ze zdejšího zámku do Pacova. Výběr nábytku řídil pan Jan Zoubek, správce musea v Pacově. Bylo zde několik cenných starých skříní a truhel malovaných českým ornamentem, které sháněl po vesnicích v okolí pan Vasil Kuryluk, šafář velkostatku, na přání paní Weissové. V zámku zůstaly jen věci bezcenné. Občané proti tomuto počínání reptali, proto druhé auto bylo nakládáno za asistence vojáků. Jak bylo s tímto nábytkem naloženo není nám známo.
Kronika obce Těchobuz 1945
Výměrem ze dne 16. srpna 1945 zavedl Zemský národní výbor v Praze na majetek (se živým i mrtvým inventářem) Dr. Adolfa Weisse-Tessbach (jedna čtvrtina), Dr. Otty Weisse-Tessbach (jedna čtvrtina), Marie Weiss-Tessbach (jedna čtvrtina), Dr. Felicitas Ordner roz. Tessbach (jedna čtvrtina) národní správu a pana Františka Kazdu, lesního u bývalého majitele Dr. Weisse, jmenoval národním správcem. Dne 18. září 1945 československý stát uplatnil nárok na veškeré rybniční hospodaření velkostatku Pacov. Rybníky „Loudal”, „Smíchov” a „Kněžský” byly předány formou dlouholetého pachtu k obhospodařování „Rybničnímu družstvu pro soudní okres pacovský, zapsané společenstvo s. r. o. v Pacově”. Na podzim roku 1951 převzalo rybníky Státní rybářství, správa Mladá Vožice.
V červenci 1945 byla v obci ustanovena místní skupina „Svazu české mládeže”. Jejími zakladateli se stali František Klír čp. 6, Miloslav Vesecký čp. 21, Bohuslav Macko čp. 55 a Ludmila Bártová čp. 13. Následně byla Svazu české mládeže místním národním výborem přidělena na zámku spolková místnost. Dne 5. září 1945 se MNV usnesl, že členové Svazu české mládeže provedou soupis zbylého majetku v zámku a na své schůzi dne 27. listopadu 1945 jmenoval (bez právního podkladu) novým národním správcem zámku Svaz české mládeže v Těchobuzi.

### Parcelace velkostatku
V roce 1946 byla rozparcelována zámecká zahrada: do hloubky 20 metrů obdržel pozemky zahradní domek čp. 8, který byl přidělen Vojtěchu Slámovi, část zahrady byla přidělena Aloisi Novotnému, kováři na čp. 61 a další část obdržely státní lesy (Československé státní lesy a statky) k domu čp. 65. Ministerstvo zemědělství svým výnosem číslo 485168/46 – 9/A2 ze dne 26. února 1946 přidělilo zámeckou budovu v Těchobuzi do správy a užívání spolu se zbylou zahradou a parkem Okresnímu národnímu výboru v Pelhřimově. Část louky v parku byla přidělena Adolfu Pudilovi čp. 42. Po vyměření pozemků dne 27. března 1946 činila výměra velkostatku 120 hektarů 45 arů zemědělské půdy. V roce 1946 rozhodl Okresní národní výbor v Pelhřimově, že zámek bude sloužit pod dozorem „Okresní péče o mládež” v Pacově jako ozdravovna mládeže. V letech 1949–1951 prošel zámek úpravami pro potřeby dětské zotavovny, dětského domova a ústavu pro handicapované osoby.
Obytné budovy velkostatku obdrželi v roce 1946 od místní rolnická komise:
- čp. 4 Jan Novotný, deputátník (bytem na čp. 2 „ratejně“)
- čp. 9 úřadovna MNV a místní lidová knihovna
- čp. 65 Lesní správa (byt hajného)
- čp. 8 zahradní domek, Vojtěch Sláma
- čp. 2 „ratejna“, Vasyl Kuryluk (bývalý šafář čp. 1, v r. 1951 odešel do Prahy)
- čp. 30 Anna Mikulová
- čp. 76 hájovna v Tallenberku (dvůr Telenberk), František Votava
- čp. 36 zámeček v Tallenberku, akademický malíř Karel Krejčí (přednostní právo jako bojovník na barikádách v Praze)
- čp. 77 obytné místnosti u zámečku Tallenberku (vedle stájí), stáje a stodola, František Albrecht z Velkého Ježova, r. 1956 se odstěhoval
- čp. 34 mlýn velkostatku, Antonín Dospiva (dosavadní nájemce), poslednímu mlynáři na mlýně[4]

První písemná zmínka o mlýně pochází z r. 1794, kdy mlýn koupil od hraběnky Marie Anny z Rindsmaulu (majitelky těchobuzského panství) Tomáš Oliva. Mlynář František Oliva prodal mlýn 22. srpna 1903 Dr. Adolfu Weissovi, majiteli panství v Těchobuzi. Mlynář Kaňka mlel jako nájemný mlynář, po něm jeho zeť Karel Trpák až do r. 1937, kdy Dr. Weiss mlýn pronajal Antonínu Dospivovi (rodáku z Kamberka u Mladé Vožice). Mlýn byl v parcelaci velkostatku přidělen Antonínu Dospivovi, po jeho odstěhování v květnu 1947 připadl se všemi pozemky obci Těchobuz a úředně uzavřen. Obytnou a hospodářskou budovu mlýna obec přidělila Petru Strnadovi (majitel čp. 24). Výnosem Okresního národního výboru v Pelhřimově ze dne 12. dubna 1948 č.j. 329/1/48 byl majetek JUDra. rytíře Adolfa Weisse z Tessbachu a spol. v Pacově čp. 1, sestávající z mlynářské živnosti (provozované v Těchobuzi čp. 34, toho času ve správě Antonína Dospivy, mlynáře v Těchobuzi) konfiskován. Dne 28. července 1948 byl přidělen Petru Strnadovi, majiteli chalupy čp. 24 (za odhadní cenu 56 000 Kčs). Při parcelaci velkostatku v roce 1946 byla část pole za mlýnem (čp. 34) přenechána obci na vybudování hřiště.
Hospodářské budovy velkostatku obdrželi v březnu 1946 od místní rolnická komise:
Stodola u vjezdu do dvora:
- celá páreň a první polovina prvního mlatu, Bohumil Šustr čp. 37
- první polovina druhé párně a druhá polovina prvního mlatu, Václav Kohoutek čp. 40
- druhá polovina druhé párně a polovina druhého mlatu, Josef Jech čp. 47
- třetí celá páreň a druhá polovina druhého mlatu, Josef Vaněček

Horní stáje za stodolou:
- řezáč u horní stáje a polovina stájí za řezáčem, Josef Vaněček
- druhá polovina stájí s „ratejnou“, kůlna uprostřed dvora, Vasyl Kuryluk (bytem v čp. 1)

Dolní hospodářské budovy (počínaje vjezdem do dvora):
- kůlna vedle koňské stáje, František Valeška čp. 51
- koňské stáje, kůlna a kolářská dílna, František Procházka
- nový a starý špejchar, Václav Kohoutek čp. 40[8]

Lesy velkostatku jako konfiskát zůstaly ve státní správě, menší lesíky (u Starého parku, zalesněná hráz ve Starém parku, Chocholka) byly předány do soukromého užívání, lesík „U cihelny“ byl přidělen k obecnímu lesu.

### Jednotné zemědělské družstvo
JZD v Těchobuzi bylo založeno v roce 1949. V roce 1951 převzalo od Hospodářského družstva v Pacově špejchary bývalého velkostatku. Po scelování pozemků přešlo JZD na společné ustájení dobytka. V lednu 1951 provedlo přestavbu bývalých hospodářských budov, které v roce 1946 byly rozparcelovány mezi obyvatele obce a po jejich vstupu do družstva připadly Jednotnému zemědělskému družstvu v Těchobuzi.
V dolním pořadí, počínaje od vjezdu do dvora, byl zhotoven řezáč na píci. Za ním, z koňských stájí a bývalé dílny kolářské, kterou si přídělce František Procházka upravil na obytnou místnost, až ke špejcharům, byla zhotovena stáj pro dojnice.

Ve schůzi družstva konané dne 23. ledna 1951 vyhlásili družstevníci závazky na práci adaptace kravína. Zavázali se k odpracování 1 490 hodin.
Rovněž byly započaty adaptační práce hořejší stáje.
Adaptace kravína stála 131 509 Kčs, adaptace horní stáje pro ostatní dobytek stála 101 505 Kčs.

Ukončení prací bylo plánováno do 12. června 1951 a svod dobytka na den 14. června 1951. Poslední den na svod dojnic byl stanoven na 10. červenec 1951. Tohoto dne byly krávy společně ustájeny. Ostatní hovězí dobytek byl převeden do hořejší stáje dne 12. července 1951. Do kravína bylo svedeno 36 krav a tři březí jalovice.
Kronika obce Těchobuz 1951
Při adaptaci dolních stájí byly probourány dveře do parku a část parku podél stájí upravena na hnojiště, přičemž byl zničen celý tento kout parku. Na protesty ochranářů přírody, že „vytékající močůvka bude prosakovat do půdy a stromy budou hynout”, nebyl brán zřetel. Volně pobíhající kozy okusovaly dřeviny v zámeckém parku.
Dne 25. července 1952 byly hospodářské budovy, přidělené zájemcům podle dekretu č. 12/45 z bývalého velkostatku Dr. Adolfa Weisse dědiců v Těchobuzi, předány opět do správy státu, který je předal Jednotnému zemědělskému družstvu v Těchobuzi. Jednalo se o majetek zemědělců a obce:
- Vaněček Josef a Emilie čp. 63
- Albrecht František a Marie čp. 77
- Jech Josef a Antonie čp. 47
- Kohoutek Václav a Marie čp. 40
- Valeška František čp. 51
- Obec Těchobuz
- Šustr Bohumil čp. 37
- Společná cesta[12]

### Dětský domov
Zámecká budova, bývalý majetek dědiců Dr. Adolfa Weisse, přešel po územní úpravě do správy Okresního národního výboru v Pacově. Za účelem zřízení dětského domova probíhaly na zámku stavební úpravy (1949–1951): vyměněna krytina, v půdním prostoru zřízeno sedm místností, výměna většiny podlah, zavedeno ústřední topení, voda ze studny v parku byla zavedena do umělé nádrže pod zámkem a odtud hnána do zámku, výměna většiny oken, oprava věže, věžní hodiny odstraněny na půdu.
Po adaptaci se budova zámku skládá z přízemí, patra a mansardy.

V přízemí jsou tyto místnosti: sklep, kuchyně, skladiště potravin, jídelna, šatna, průjezd, kancelář, prádelna, sušárna a byt pro vedoucího o třech místnostech.
V patře jsou tyto místnosti: učebna, (bývalá herna), čtyři ložnice pro děti, místnost pro dozor, druhá učebna, isolace, ošetřovna a chodba.
V mansardě jsou dva půdní prostory a nadpůdí, ve kterém je umístěna konstrukce věže, chodba, dvě učebny, čtyři byty pro zaměstnance o jedné místnosti a skladiště.
Sociální a hygienická zařízení:
A) přízemí:jeden záchod u kuchyně, dva záchody v šatně, umývárna v šatně, jeden u prádelny.
B) patro: umývárna, dvě koupelny, tři záchody, záchod u isolace.
C) mansarda: koupelna a dva záchody.
Budova zámku je vytápěna ústředním topením, je zavedena studená a teplá voda, kanalizace, elektrické osvětlení a telefon.
Nad vchodem do budovy jsou letopočty „A 1798“,  „1951”.

Po adaptaci byl ústav otevřen v říjnu 1951.
Kronika obce Těchobuz 1951

### Československé státní statky
Špatné hospodaření JZD Těchobuz vedlo nakonec k začlenění družstva pod Československé státní statky, ředitelství Pelhřimov. Jednotné zemědělské družstvo Těchobuz, zrušené výměrem rady Krajského národního výboru zemědělského odboru v Jihlavě ze dne 4. prosince 1956, bylo Zemědělským odborem rady Okresního národního výboru v Pacově a finančním odborem Okresního národního výboru Pacov předáno zástupcům Československých státních statků Pelhřimov dne 17. ledna 1957. Československé státní statky převzaly budovy, pozemky, živý inventář, mrtvý inventář a zásoby (součástí byly budovy: čp. 1, čp. 9 a čp. 10).

## Zámek po roce 1989
Po roce 1989 zůstal zámek v majetku státu a od roku 2002 se nacházel ve vlastnictví Kraje Vysočina. V roce 2015 byl zámek vyřazen ze sítě staveb pro poskytování sociálních služeb. Od roku 2018 je majitelem nabízen k prodeji. Státní statek Těchobuz byl v rámci privatizace začleněn pod Státní statek Jeneč, státní podnik v likvidaci. Galerie Bernarda Bolzana sídlí od roku 2007 v bývalé sýpce, která byla součástí hospodářských objektů náležících k panství. Obec Těchobuz si podala žádost o bezplatný převod zámku v majetku Kraje Vysočina už v roce 2014, kdy v Těchobuzi končil ústav sociální péče. Objekt zámku byl nabízen k prodeji nejprve za dvanáct milionů Kč, ve druhém kole jedenáct milionů Kč a ve třetím kole v roce 2019 za 8,6 milionu korun.